# فیشباین تاونشیپ، داکوتای شمالی
فیشباین تاونشیپ (به انگلیسی: Fischbein Township) یک منطقهٔ مسکونی در ایالات متحده آمریکا است که در شهرستان بومن، داکوتای شمالی واقع شده‌است. فیشباین تاونشیپ ۱۵ نفر جمعیت دارد.